# کاس یانسنز
کاس یانسنز (هلندی: Cas Janssens؛ زادهٔ ۳ اوت ۱۹۴۴) بازیکن فوتبال اهل هلند است.

## باشگاهی
از باشگاه‌هایی که در آن بازی کرده‌است می‌توان به باشگاه فوتبال نیم المپیک، باشگاه فوتبال ان. ئی. سی، و باشگاه فوتبال خرونینگن اشاره کرد.